# اینفینیکس
اینفینیکس (انگلیسی: Infinix) یک شرکت فناوری سازنده تلفن‌های هوشمند در هنگ کنگ است که در سال ۲۰۱۳ توسط ساجم وایرلس و ترنشن تأسیس شد این شرکت، مراکز تحقیق و توسعه در فرانسه و کره جنوبی دارد و تولیدات خود را در فرانسه طراحی می‌کند. تلفن‌های همراه اینفینیکس در فرانسه، بنگلادش، برزیل، کره جنوبی، هنگ کنگ، چین، هند و پاکستان تولید می‌شوند و در آسیا و در حدود ۳۰ کشور در خاورمیانه و آفریقا از جمله مراکش، بنگلادش، کنیا، نیجریه، مصر، ایران، عراق، پاکستان و الجزایر. در دسترس هستند.
اینفینیکس موبایل نخستین برند تولید کنندهٔ گوشی‌های هوشمند در پاکستان است. این شرکت به افزایش سرمایه‌گذاری برای کمک به افزایش تولیدات خود ادامه می‌دهد. اینفینیکس در سال ۲۰۱۷، سهم عمده‌ای از بازار موبایل مصر را به دست آورد و پس از سامسونگ و هواوی به جایگاه سوم رسید.
این شرکت، در ۲۵ ژوئن ۲۰۲۰، اولین سری از تلویزیون‌های هوشمند را به بازار الکترونیک نیجریه معرفی کرد.
در ۱۸ دسامبر ۲۰۲۰، اینفینیکس به‌طور رسمی تلویزیون اندروید جدید خود با نام Infinix X1 را با دو مدل با اندازه صفحه نمایش ۳۲ و ۴۳ اینچی در بازار هند عرضه کرد.
اینفینیکس در مه ۲۰۲۱، به بازار لپ‌تاپ‌ها وارد شد و از سری INbook X1 رونمایی کرد.
این شرکت، اسپانسر اصلی تیم فوتبال مومبای سیتی در سوپر لیگ فوتبال هند در فصل ۱۸–۲۰۱۷ بود.

## فهرست گوشی ها
این لیست گوشی های اینفینیکس است:
- Infinix Zero 5G
- Infinix Smart 5 Pro
- Infinix Hot 11 Play
- Infinix Note 11i
- Infinix Note 11s
- Infinix Note 11
- Infinix Smart 6
- Infinix Note 11 Pro
- Infinix Hot 11s
- Infinix Hot 11
- Infinix Zero X Pro
- Infinix Zero X
- Infinix Zero X Neo
- Infinix Hot 10i
- Infinix Note 10 Pro NFC
- Infinix Note 10 Pro
- Infinix Note 10
- Infinix Hot 10T
- Infinix Hot 10s NFC
- Infinix Hot 10s
- Infinix Smart 5 (India)
- Infinix Hot 10 Play
- Infinix Smart HD 2021
- Infinix Zero 8i
- Infinix Note 8
- Infinix Note 8i
- Infinix Hot 10 Lite
- Infinix Hot 10
- Infinix Zero 8
- Infinix Smart 5
- Infinix Hot 9 Play
- Infinix Note 7
- Infinix Note 7 Lite
- Infinix Hot 9 Pro
- Infinix Hot 9
- Infinix S5 Pro
- Infinix S5 Lite
- Infinix Smart 4
- Infinix Smart 4c
- Infinix Hot 8 Lite
- Infinix S5
- Infinix Hot 8
- Infinix Note 6
- Infinix Smart 3 Plus
- Infinix S4
- Infinix Hot 7 Pro
- Infinix Hot 7
- Infinix Zero 6 Pro
- Infinix Zero 6
- Infinix Smart 2 HD
- Infinix Hot 6X
- Infinix Note 5 Stylus
- Infinix S3X
- Infinix Hot 6
- Infinix Note 5
- Infinix Smart 2 Pro
- Infinix Smart 2
- Infinix Hot 6 Pro
- Infinix Hot S3
- Infinix Zero 5 Pro
- Infinix Zero 5
- Infinix Hot 5 Lite
- Infinix Hot 5
- Infinix Note 4 Pro
- Infinix Note 4
- Infinix Smart
- Infinix Zero 4 Plus
- Infinix Zero 4
- Infinix S2 Pro
- Infinix Hot 4 Pro
- Infinix Hot 4
- Infinix Note 3 Pro
- Infinix Note 3
- Infinix Hot S